# Pterostichus unicarum
Pterostichus unicarum är en skalbaggsart som beskrevs av Darlington 1931. Pterostichus unicarum ingår i släktet Pterostichus och familjen jordlöpare. Inga underarter finns listade i Catalogue of Life.